# Frohmuhl
Frohmuhl é uma comuna francesa na região administrativa de Grande Leste, no departamento Baixo Reno. Estende-se por uma área de 1,64 km². Em 2010 a comuna tinha 179 habitantes (densidade: 109,1 hab./km²).